# (10440) van Swinden
(10440) van Swinden (7636 P-L) – planetoida z grupy pasa głównego asteroid okrążająca Słońce w ciągu 3,34 lat w średniej odległości 2,23 j.a. Odkryta 17 października 1960 roku.